# Solférino (stacja metra)
Solférino – stacja linii nr 12 metra  w Paryżu. Stacja znajduje się w 7. dzielnicy Paryża. Została otwarta 5 listopada 1910 r.
Nazwa stacji została zaczerpnięta od przechodzącej w pobliżu ulicy – Rue de Solférino, a ta zaś upamiętnia włoskie miasto o tej nazwie i bitwę pod Solferino stoczoną przez armię II Cesarstwa Francuskiego 24 czerwca 1859 r. Stacja metra jest jedną z ostatnich, w której zachowany został oryginalny wystrój z początku XX stulecia z charakterystycznymi ceramicznymi kafelkami.

## W pobliżu
- siedziba władz dzielnicy (arrondissement)
- Muzeum d'Orsay
- siedziba Partii Socjalistycznej
- Institut national des Langues et Civilisations orientales

## Galeria

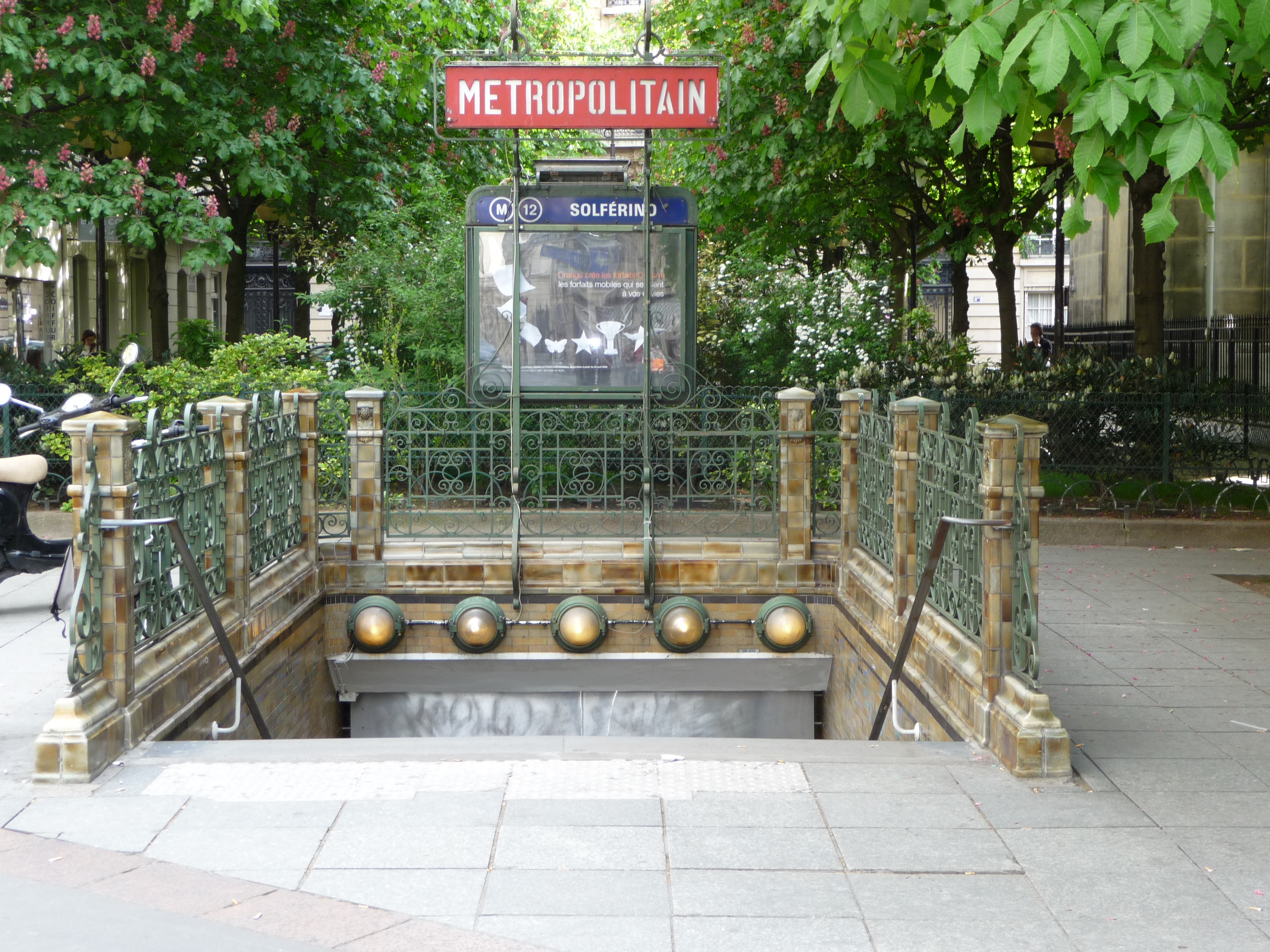
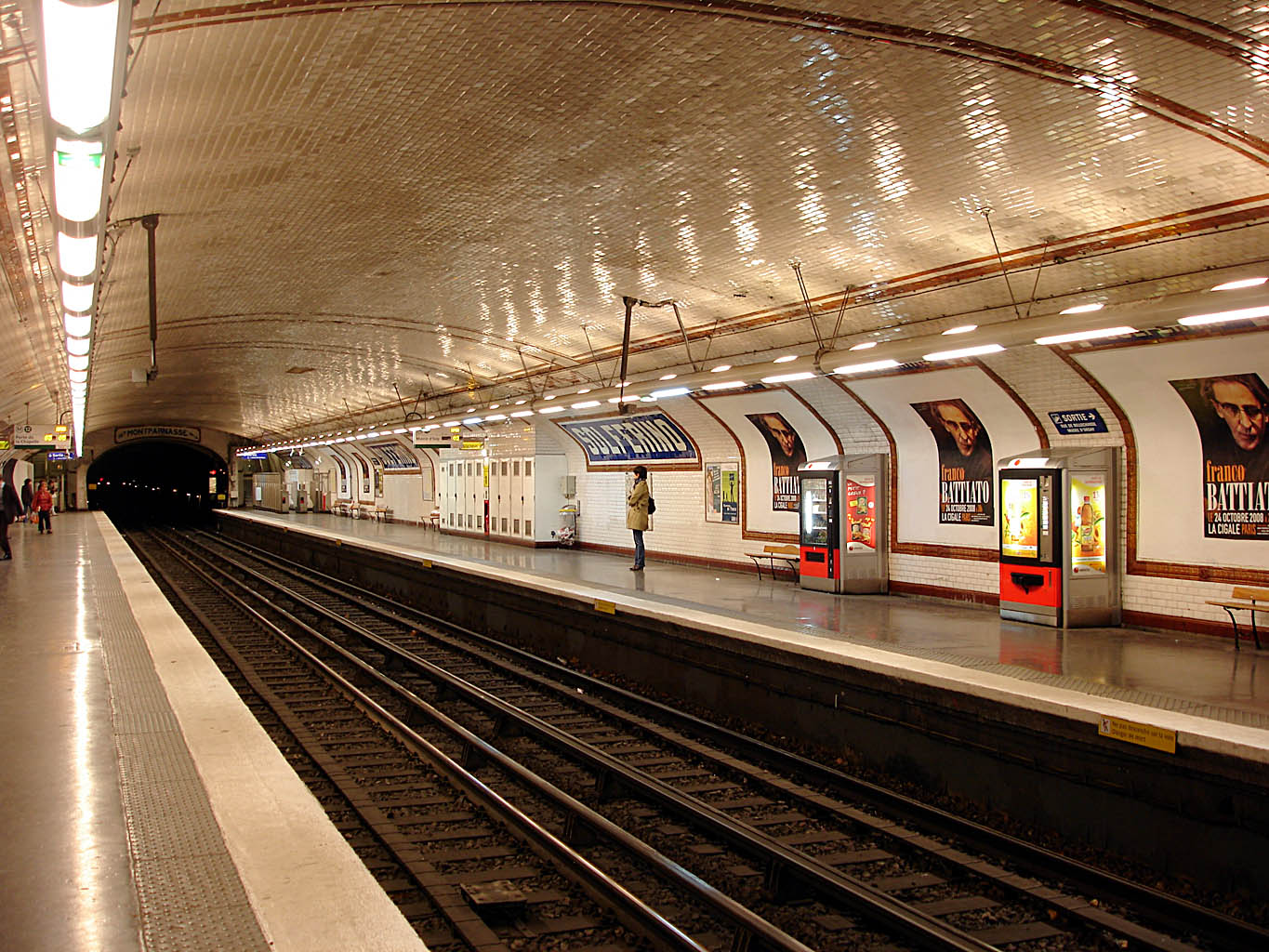
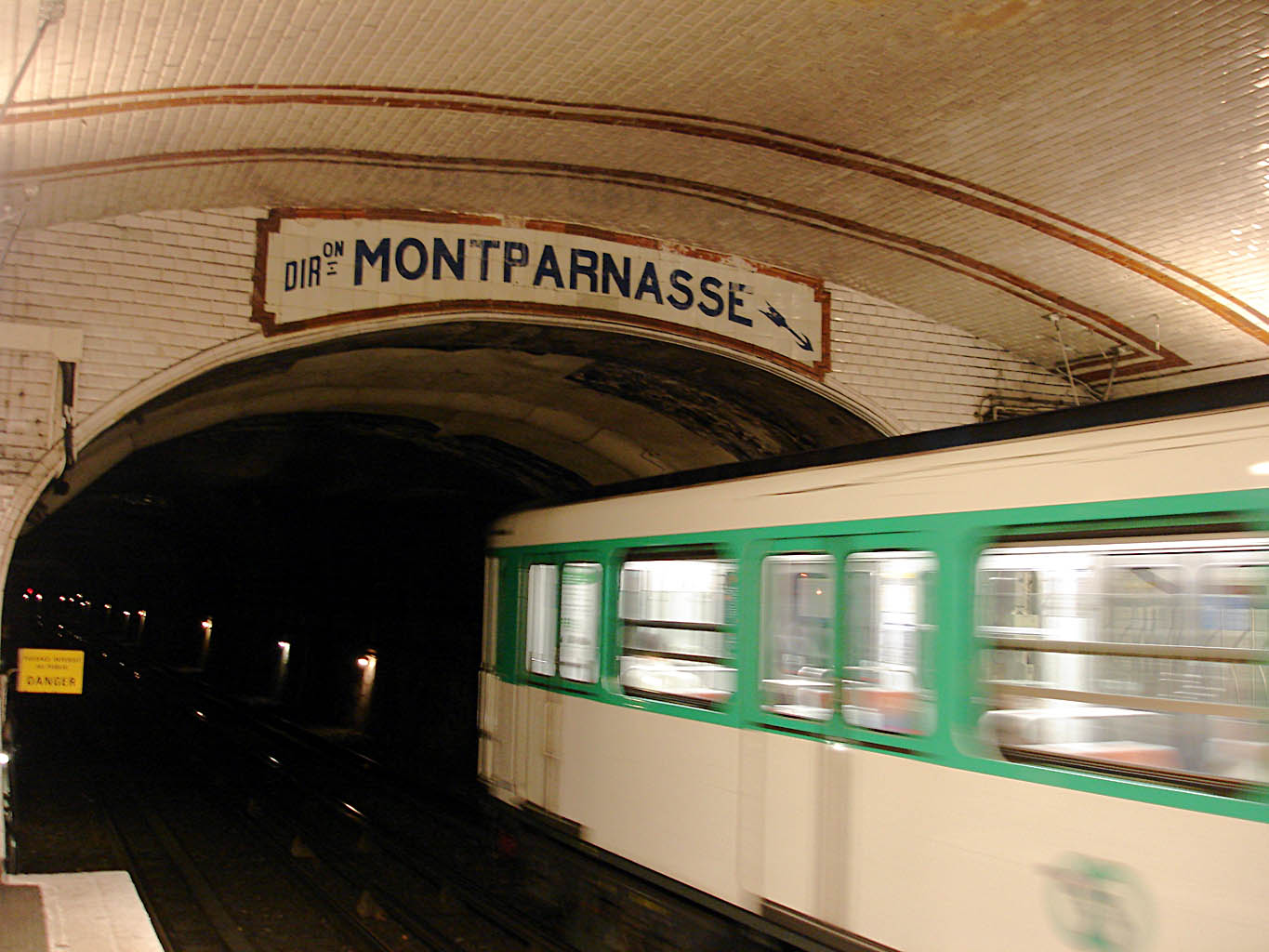
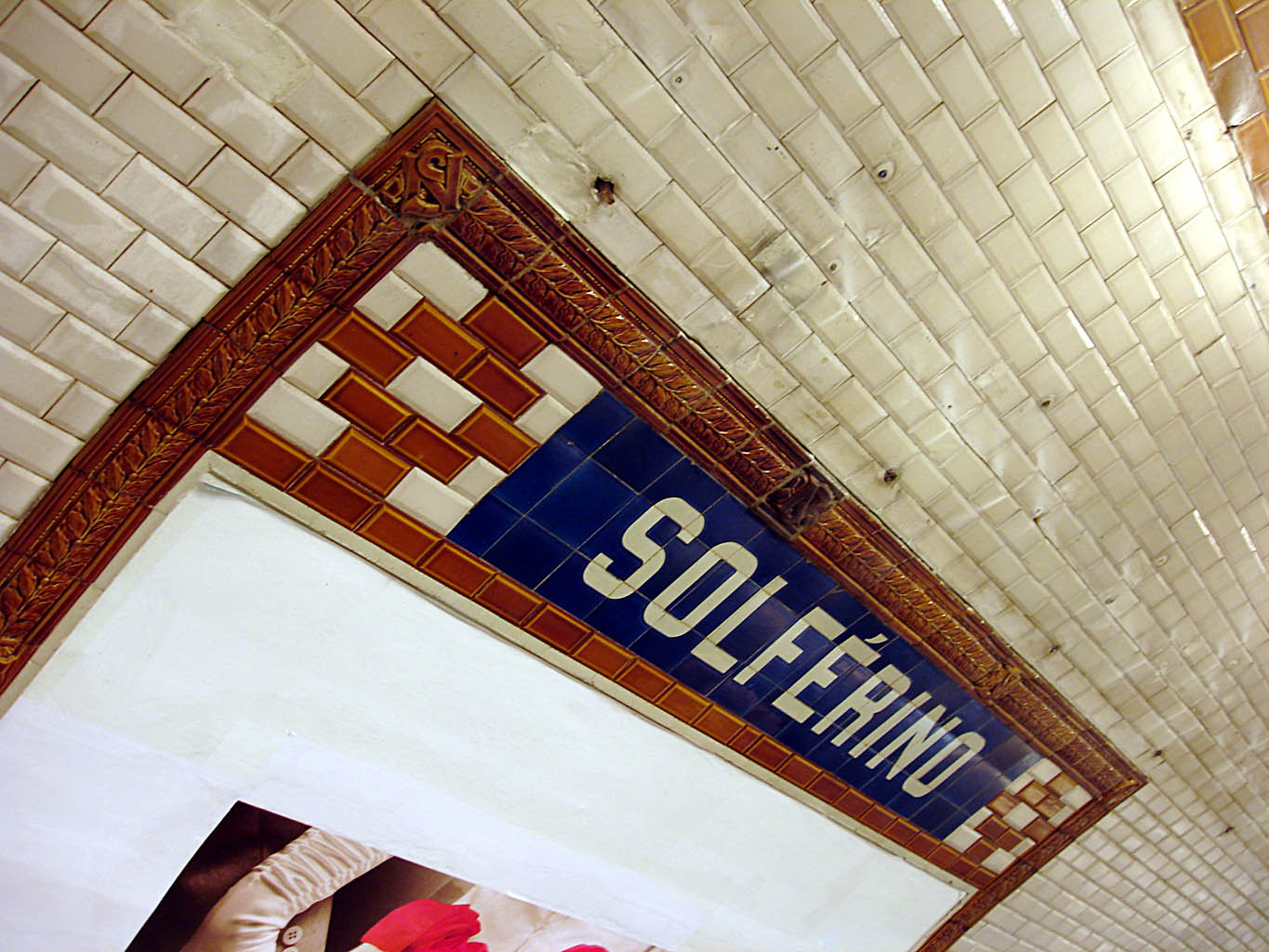